# Baade-Wesselink-Technik
Die Baade-Wesselink-Technik oder Baade-Wesselink-Methode (nach den Astronomen Walter Baade und Adriaan Wesselink, welche die Methode in der ersten Hälfte des 20. Jahrhunderts maßgeblich entwickelt haben) ist ein Verfahren in der Astronomie, um bei monoperiodisch radial pulsierenden Sternen den Radius und damit indirekt die Entfernung aus spektroskopischen und photometrischen Daten zu bestimmen. Die Baade-Wesselink-Technik ist eine Methode, um die Perioden-Leuchtkraft-Beziehung für Cepheiden und RR-Lyrae-Sterne zu kalibrieren.

## Voraussetzungen
- Die Veränderlichkeit des Sterns bzgl. Radius und Helligkeit muss streng periodisch erfolgen
- Die Photosphäre muss im Vergleich zum Radius des Sterns klein sein. Dieses Kriterium schließt alle Arten von Roten Riesen wie z. B. Mirastern von der Analyse durch die Baade-Wesselink-Methode aus.

## Ansatz
Wenn in zwei Phasen des Pulsationslichtwechsels die gleiche Temperatur gemessen wird, so ist die unterschiedliche Helligkeit eine direkte Folge der Änderung des Radius. Genauer ist der photometrisch gemessene Helligkeitsunterschied proportional zu den Quadraten der Radien zu den beiden Zeitpunkten. Die Radien können beschrieben werden als der mittlere Radius des veränderlichen Sterns plus die jeweilige Änderung des Radius, abgeleitet aus den spektrographisch gemessenen Radialgeschwindigkeiten. Aus dieser Formel kann der mittlere Radius abgeleitet werden, wenn die Geschwindigkeitsgradienten in der Atmosphäre und die Randverdunkelung entsprechend berücksichtigt werden.

## Die Near-Infrared-Surface-Brightness-Methode
Eine weitere Steigerung der Genauigkeit konnte durch die Near-Infrared-Surface-Brightness-Methode erreicht werden. Die Messung im Nahen Infrarot erlaubt eine Kalibrierung der Radien an der Oberflächenhelligkeit nicht veränderlicher Riesensterne, die aufgrund interferometrischer Messungen naher Sterne mit hoher Genauigkeit bekannt sind. Der Fehler dieser Methode in der Entfernungsbestimmung individueller Cepheiden liegt unter 6 Prozent.

## Expandierende Photosphäre-Methode
Eine Variante der Baade-Wesselink-Methode kann auf die expandierende Hülle von Supernovae angewendet werden. In dieser Methode der expandierenden Photosphäre wird angenommen, dass in der Frühphase der Eruption die äußere Atmosphäre noch dicht genug ist, um in erster Näherung einem schwarzen Körper zu entsprechen. Aus der Radialgeschwindigkeit kann die Expansionsgeschwindigkeit der Sternatmosphäre abgeleitet und aus der Änderung der Helligkeit und der Farben die Entfernung zu dem eruptiven Veränderlichen berechnet werden.